# Saba (ö)
Saba är en ö i Västindien och en särskild kommun (bijzondere gemeente) i Nederländerna och en del av Karibiska Nederländerna. Ön var ett av de fem öområden som ingick i den autonoma provinsen Nederländska Antillerna. Ön är den minst befolkade av de nederländska öarna i Västindien med 1 971 invånare (2012). Öns huvudort och största stad är The Bottom. Ön tillhör Nederländerna men ingår ej i EU. Sedan den 17 augusti 2011 är ön uppsatt på Nederländernas tentativa världsarvslista.
Ön är uppkallad efter det forntida riket Saba i Sydarabien .

## Historia
Ön upptäcktes 13 november 1493 av Christofer Columbus men man landsteg aldrig. Förlista engelsmän på ön år 1632 uppger att ön då var obebodd. I april 1640 skickade den holländska West-Indische Compagnie (Nederländska Västindiska Kompaniet) nybyggare till ön i ett försök att kolonisera ön. Dessa bosatte sig i Tent Bay som idag är ett museum. Från år 1678 förvaltades Saba tillsammans med Sint Eustatius och Sint Maarten direkt av det holländska Västindiska kompaniet.
Åren därefter hamnade ön växelvis under såväl Storbritannien, Frankrike och Spanien tills den slutligen 1816 blev en nederländsk koloni. 1954 blev Saba ett så kallat eilandgebied i Nederländska Antillerna. Sedan Nederländska Antillerna upphörde som autonom provins 2010 har ön status som särskild kommun (bijzondere gemeenten) i Nederländerna, utanför någon särskild provins.

## Geografi
Saba är en vulkanö med berget Mount Scenery som högsta punkt 877 meter över havet med en övervägande brant kust utan riktiga stränder. Mount Scenery är högsta punkten i Kungariket Nederländerna och även, sedan upplösningen av Nederländska Antillerna, den högsta punkten i Nederländerna. Utanför kusten ligger tillhörande obebodda ön Green Island och undervattensatollen Saba Banks.
Huvudort är The Bottom med cirka 462 invånare (2001), övriga större orter är Windwardside, Zion's Hill och Sint Johns.
Trots sin ringa yta på 13 km² har ön en nationalpark, Saba National Park om cirka 0,4 km² och en marinpark Saba National Marine Park.
Befolkningen uppgår till ca 1 900 invånare (150 inv/km²) och huvudspråken är lokal papiamento och engelska trots att det officiella språket är nederländska. Valuta är sedan 2011 amerikanska dollar (tidigare var öns valuta Antillergulden).

## Samhälle
Saba har sedan 1992 en medicinsk högskola, Saba University. Där studeras de första prekliniska fem terminerna på Saba och de sista fem kliniska terminerna på affilierade universitetssjukhus främst i USA och Storbritannien. På skolan studerar främst studenter från USA och andra engelskspråkiga länder.